# (196297) 2003 FA
(196297) 2003 FA là một tiểu hành tinh vành đai chính được phát hiện ngày 21 tháng 3 năm 2003 bởi James Whitney Young ở Đài thiên văn Núi bàn gần Wrightwood, California.